# اچ‌ام‌اس مارس (۱۸۹۶)
اچ‌ام‌اس مارس (۱۸۹۶) (به انگلیسی: HMS Mars (1896)) یک کشتی بود که طول آن ۳۹۰ فوت (۱۲۰ متر) بود. این کشتی در سال ۱۸۹۶ ساخته شد.